# Walter Mitty
Walter Mitty é um personagem fictício, criado pelo escritor americano James Thurber em seu conto "A Vida Secreta de Walter Mitty", inicialmente publicada na revista The New Yorker em 1939 e posteriormente em livro, em 1942.
Mitty é um personagem tímido e retraído, mas com uma imaginação muito fantasiosa: em poucas páginas ele se vê como um piloto de guerra, um cirurgião numa unidade de emergência, um assassino perigoso. O personagem fez tanto sucesso que seu nome foi incluído em alguns dicionários da língua inglesa, como sinônimo de sonhador inofensivo.